# Johann Jakob Schumacher
Johann Jakob Schumacher (russisch Иоганн Якоб Шумахер; * 1701 in Colmar; † 1767 in St. Petersburg) war ein elsässisch-russischer Architekt des Barock.

## Leben
Schumacher reiste 1720 nach St. Petersburg, wo sein älterer Bruder Johann Daniel als Bibliothekar für Peter I. arbeitete. Zunächst studierte er Architektur bei Nicolaus Friedrich Härbel und Gaetano Chiaveri.

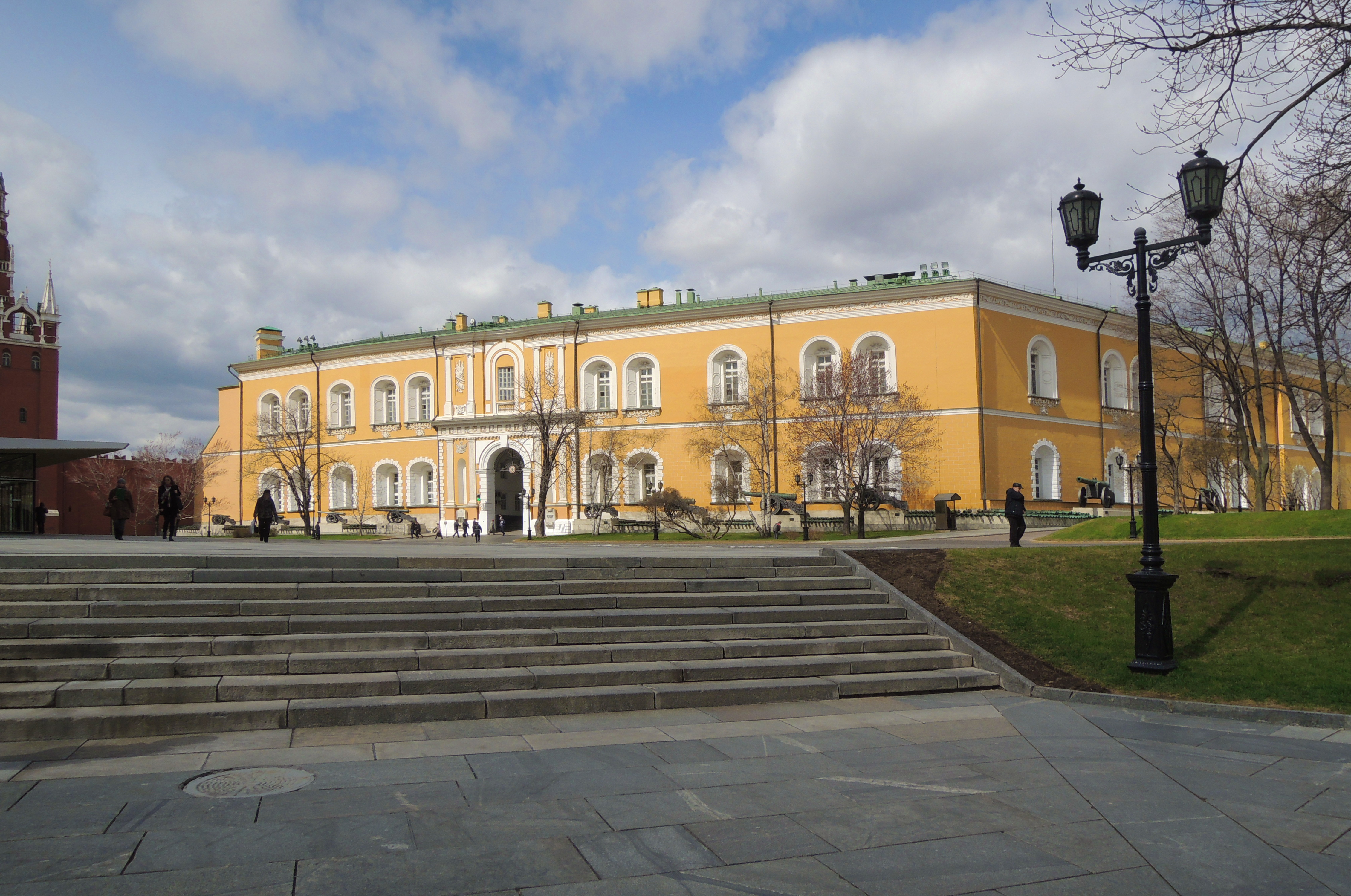
Arsenal des Moskauer Kremls

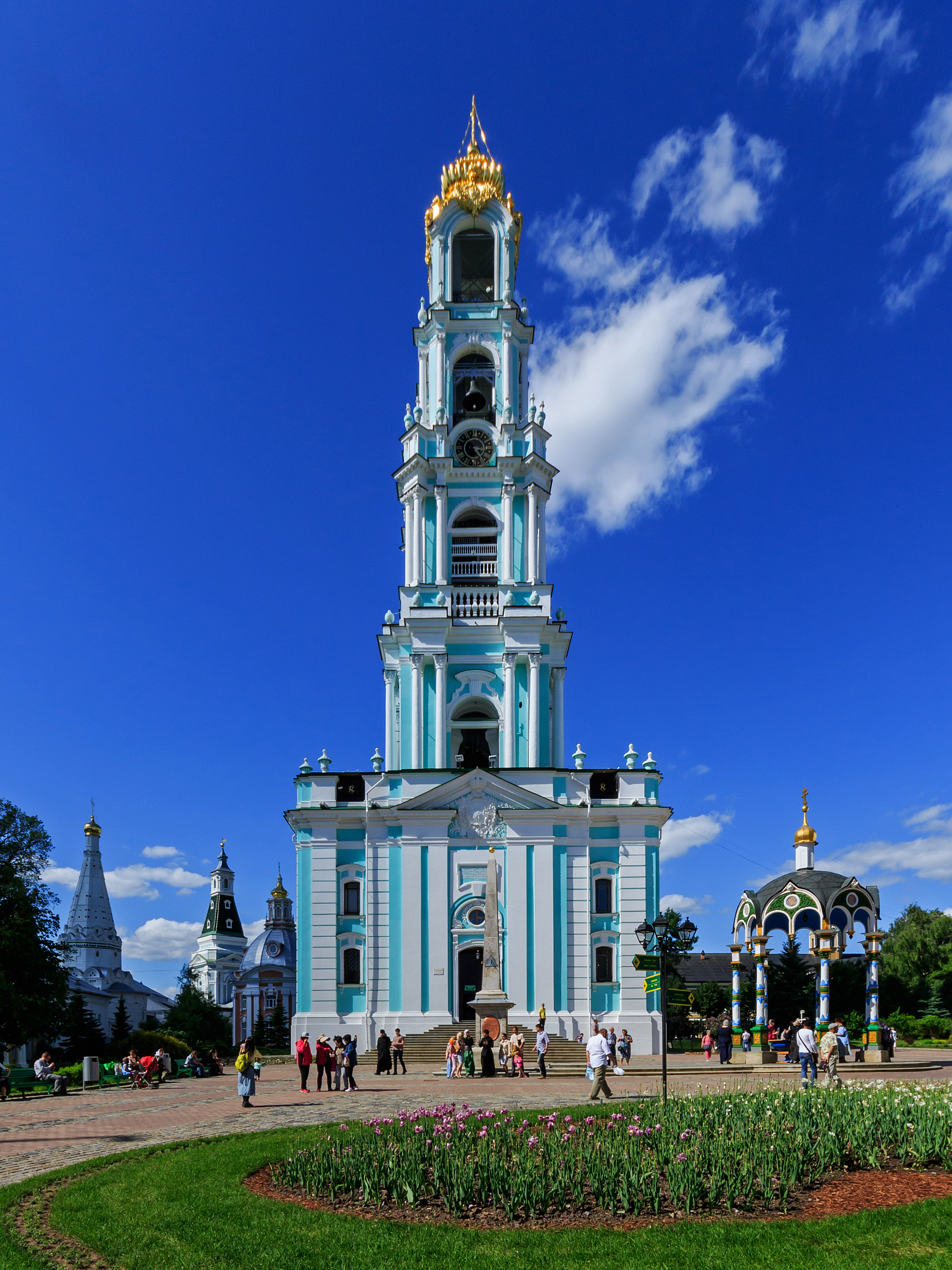
Glockenturm des Dreifaltigkeitskloster von Sergijew Possad

1730 wechselte Schumacher zu Burkhard Christoph von Münnich und wurde in der Hauptkanzlei für Artillerie und Fortifikation angestellt (bis 1747). Sogleich übernahm Schumacher die Fertigstellung der am Newski-Prospekt nach Plänen von Münnichs seit 1728 gebauten lutherischen Peter-und-Paulskirche, die erste und bedeutendste Kirche für Andersgläubige in St. Petersburg, die 1833 durch die Sankt-Petri-Kirche von Alexander Pawlowitsch Brjullow ersetzt wurde. Für Annas Krönung 1730 baute er ein Triumphtor. Im Auftrage von Münnichs baute er von 1731 bis 1736 das Arsenal des Moskauer Kremls, das von Christof Konrad begonnen worden war. Von 1733  bis 1738 baute Schumacher das Steingebäude für die Gießerei am südlichen Newa-Ufer nahe der Fontanka. Für ein Projekt Iwan Kusmitsch Korobows baute er von 1740 bis 1747 die erste Newa-Werft, die Partikular-Werft, an der Fontanka gegenüber dem Sommergarten um. Das erste Projekt zum Bau des Glockenturms des Dreifaltigkeitskloster von Sergijew Possad entwickelte Schumacher 1740, wobei er sich am Münzturm von Andreas Schlüter orientierte. Iwan Fjodorowitsch Mitschurin vergrößerte den Glockenturm von drei auf fünf Stockwerke, und Dmitri Wassiljewitsch Uchtomski stellte ihn fertig. Für die St. Petersburger Akademie der Wissenschaften entwickelte er einen Gebäudekomplex, zu dem auch das Laboratorium für Michail Wassiljewitsch Lomonossow gehörte (nicht erhalten). Schumachers bekanntester Schüler war Georg Friedrich Veldten, mit dem zusammen er den Pavillon für den Gottorfer Riesenglobus baute (nicht erhalten).
1754 wurde Schumacher wegen Unfähigkeit entlassen. Von 1757 bis 1759 vollendete er nach Ablösung Burkhards die Manege des Ersten Kadettenkorps in St. Petersburg.